# North Pier Apartments
North Pier Apartments, ook bekend als 474 North Lake Shore Drive, is een wolkenkrabber in Chicago, Verenigde Staten. Het gebouw staat op 474 North Lake Shore Drive en werd in 1990 opgeleverd.

## Ontwerp
North Pier Apartments is 177,09 meter hoog en telt 61 verdiepingen. Het is ontworpen door Florian Wierzbowski uit Chicago, dat sinds 1996 Florian Architects heet en Dubin, Dubin, Black & Moutoussamy in postmodernistische stijl en heeft een betonnen gevel.
Het gebouw bevat onder andere een fitnesscentrum, een zwembad, een parkeergarage en een dakterras. De gevel bevat donkergrijze, bordeauxrode en roze panelen.